# 日本興亜損害保険
日本興亜損害保険株式会社（にっぽんこうあそんがいほけん、英: NIPPONKOA INSURANCE CO., LTD.）は、かつて存在した日本の損害保険会社である。通称、日本興亜損保。本社は東京都千代田区霞が関3丁目7番3号にあった。
2010年4月1日に損害保険ジャパンと経営統合し、NKSJホールディングス（当時）傘下に入った。
2014年9月1日に損害保険ジャパンを存続会社として合併し、損害保険ジャパン日本興亜となったのち、2020年4月1日に統合時の存続会社名であった損害保険ジャパンに商号を変更した。なおNKSJホールディングスは、損害保険ジャパン日本興亜の発足と同時に「損保ジャパン日本興亜ホールディングス」に商号を変更し、2016年10月1日に現在のSOMPOホールディングスへ再度商号を変更した。

## 概要
2001年4月1日に日本火災海上保険株式会社と興亜火災海上保険株式会社が合併して発足し、2002年4月1日に太陽火災海上保険株式会社と合併した。1951年日本ビルディング、1977年日火ビルを合併。2001年興亜火災海上保険と合併し、日本興亜損害保険となった。（→損害保険）。
特定の金融グループに属さない独立系の保険会社であったが、三和銀行と親密で、三和グループのみどり会のメンバーであったことに加えフィナンシャルワンに発足当初から参加していることなどから、現在はMUFG系とみなされることが多いが、日本興亜損保は現在も自らを独立系としている。太陽生命保険に加えて近年は明治安田生命保険とも親密である。
筆頭株主のサウスイースタン・アセット・マネジメントは損害保険ジャパンとの経営統合を要求し、統合で草刈場とされることを懸念した兵頭誠社長の留任に反対を表明した。このため自主独立路線を貫けるか、業界再々編の中で行方が注目されていた。
世界的な金融危機による自動車保険の急激な契約減少と、三井住友海上火災保険などが経営統合するなど大手同業他社の経営規模が拡大することを受けて、2009年3月13日に株式会社損害保険ジャパンと経営統合に合意し、2010年4月1日に共同で株式移転して共同持株会社のNKSJホールディングスを設立した。
経営統合後は独自ブランドで商品を展開したが、2012年3月23日に、株式会社損害保険ジャパンと2014年上半期を目途に合併して「損害保険ジャパン日本興亜株式会社」となることを取締役会で決議して正式発表した。この合併は2014年8月27日に金融庁から認可されて9月1日に実施された。当社は解散し、持株会社は「損保ジャパン日本興亜ホールディングス株式会社」に、グループは「損保ジャパン日本興亜グループ」に、それぞれ改称された。

## 沿革
- 1892年（明治25年）- 日本火災保険株式会社が設立（初代社長：平瀬亀之輔）[注釈 1]。
- 1896年（明治29年） - 3月に日本海上保険設立（初代社長：広海二三郎）[5]。日本酒造火災保険株式会社設立。
- 1906年（明治39年） - 日本火災保険が、日本酒造火災保険株式会社を合併。
- 1912年（大正元年）- 帝国火災保険設立（初代社長：根津嘉一郎）[5]。
- 1918年（大正7年）4月 - 中外海上火災保険株式会社設立。
- 1919年（大正8年）6月 - 辰馬海上火災保険株式会社設立。
- 1920年（大正9年）5月 - 大北火災保険株式会社設立。
- 1921年（大正10年）8月 - 神国海上火災保険株式会社設立。
- 1925年（大正14年）8月 - 大北火災保険が、大北火災海上運送保険株式会社に商号変更。
- 1931年（昭和6年）12月 - 中外海上保険が、尼崎海上火災保険株式会社に商号変更。
- 1941年（昭和16年）11月 - 日本海上保険が、日本海上火災保険株式会社に商号変更。
- 1942年（昭和17年）12月 - 日本火災保険が、日本火災海上保険株式会社に商号変更。
- 1944年（昭和19年）
  - 3月 - 尼崎海上火災保険株式会社・辰馬海上火災保険株式会社・大北火災海上運送保険株式会社・神国海上火災保険株式会社の4社が合併し、興亜火災海上運送保険株式会社が発足。
  - 10月 - 日本火災海上保険株式会社と日本海上火災保険株式会社合併し、日本火災海上保険株式会社が発足。帝国火災保険も吸収合併[7]。
- 1951年（昭和26年）2月 - 太陽火災海上保険株式会社設立。
- 1954年（昭和29年）4月 - 興亜火災海上運送保険が、興亜火災海上保険株式会社に商号変更。
- 2001年（平成13年）4月1日 - 日本火災海上保険株式会社と興亜火災海上保険株式会社が合併し、日本興亜損害保険株式会社が発足。
- 2002年（平成14年）4月 - 太陽火災海上保険株式会社を合併。
- 2010年（平成22年）4月1日 - 株式移転により、損害保険ジャパンと共同持株会社NKSJホールディングス株式会社を設立。日本興亜損害保険は同社の完全子会社となった。
- 2014年（平成26年）9月1日 - 損害保険ジャパンと合併し、損害保険ジャパン日本興亜が発足。のち2020年4月1日に損害保険ジャパン株式会社（2代目）に商号変更[8]。

## 前身会社について
日本火災海上保険
東京都中央区に本社を置いた損害保険会社。大手五社（東京海上・安田火災・住友海上・大正海上・日本火災）の一角に数えられた。1944年、東京の日本火災保険（東京川崎財閥）と大阪の日本海上保険（北前船主の共同出資）が対等合併して成立。戦後、三和銀行（現在の三菱東京UFJ銀行）をメインバンクとしたことから三和グループのみどり会のメンバーであったが、第一銀行（現在のみずほ銀行）の第一原子力グループにも参加。特定の銀行・企業グループが薄い会社とも言われた。東京地区では長年ラジオの文化放送で「救急速報」「火災速報」「セーフティインフォメーション」を提供していた。末期には俳優の段田安則をCMキャラクターに起用。主なキャッチフレーズに「あなたにはあなたの日本火災」「日本火災ください」「Choice!日本火災」があった。
興亜火災海上保険
東京都千代田区に本社を置いた損害保険会社。1944年、大北火災保険、尼崎海上火災保険、辰馬海上火災保険、神国海上火災保険の4社が合併のため解散して、大阪市に興亜海上火災運送保険を設立。1948年東京に本社を移転。1954年興亜火災海上保険に改称した。三和銀行をメインバンクとしていたため三和グループのみどり会のメンバーであった。加えて旧大北火災保険の大口出資者が日本通運だったことから、日通との関係が深かった。また、旧辰馬海上火災の合併の関係上、戦前から辰馬財閥との関係が緊密であったとされる山縣家の面々が大株主に入っていたことも多かった。キャッチフレーズは「まさかのために興亜火災」。CIを導入して間もない末期のCMキャラクターはタレントで司会者の関口宏を起用していた。1981年から1984年までの4年間、後楽園球場のバックネットに広告を出していた。
太陽火災海上保険
東京都千代田区に本社を置いた損害保険会社。1951年大倉財閥をバックに設立。1967年、太陽生命保険、日本相互銀行（のちの太陽銀行。現在の三井住友銀行）と包括業務提携を結ぶ。太陽生命同様、保険商品に「ひまわり保険」の商品名を使用。太陽生命・太陽神戸銀行と連携した商品販売を行っていた。太陽生命が大同生命と提携することで三和銀行系に移籍したのに伴い、太陽火災も三和銀行系の日本興亜損保に急接近し（但し、合併まで晩年旧さくら銀行の融資系列であった）、結局合併した。

## 主力商品
- カーBOX
- すまいの総合保険フルハウス
- 傷害総合保険 安心BOX
- くらしの安心保険 MUSTIII MUSTスリムプラン

## 不祥事
当社の子会社である日本興亜生命保険の保険販売代理店が、生命保険商品の販売に当たり虚偽説明、重要事項の説明不足、無登録募集などの違法な保険募集を行っていたが、日本興亜生命保険はそれを知りながら、代理店の監督責任があるにもかかわらず代理店の違法行為を放置し続けた。2003年11月6日に金融庁は、日本興亜生命保険に12日間の業務停止命令および業務改善命令の行政処分を言い渡した。
2005年9月27日に、当社を含む損保16社の保険金不払い事件が判明した。この時点で判明した不当な不払いは22,087件の7億8,257万円で、主に自動車保険の特約に集中していた。11月25日に判明した10社と合わせて26社となり、当社も金融庁から業務改善命令の行政処分を受けた。
金融庁の指導で損害保険各社が一斉に実施している現契約内容の確認作業について、当社は2007年4月から、説明点検運動と称して契約者自身に契約内容を確認するよう依頼していた。

### 引責辞任
2007年4月1日に松澤建が社長を退き代表権の無い会長職就くことが2007年1月12日に発表され、松澤は大量不払い問題による引責辞任を否定したが、事実上は引責辞任と見られる。松澤は、この発表以降に金融庁から何らかの行政処分が下された場合に会長職を辞任する意向を示し、3月14日の行政処分を受けて会長職に就かない可能性が濃厚となるも就任した。
後任には当時副社長職を務めていた兵頭誠が昇格し社長となった。